# Клястицкое
Кля́стицкое — село в Троицком районе Челябинской области. Входит в состав Клястицкого сельского поселения.

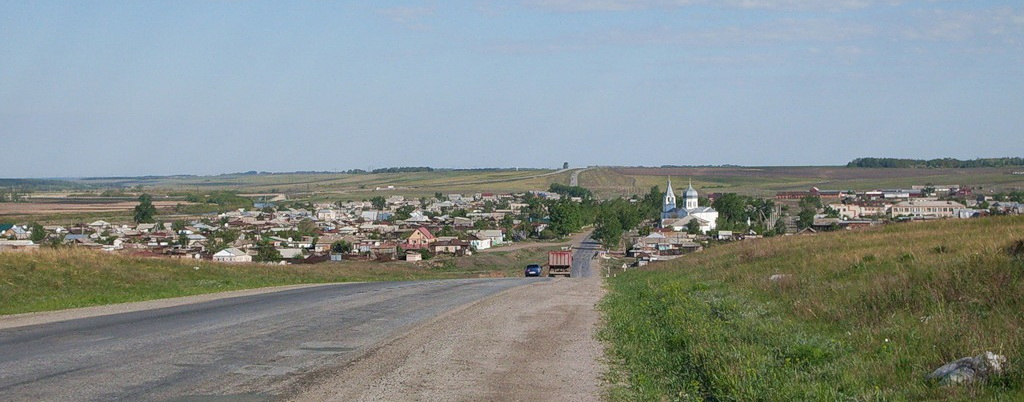
Вид на село при въезде со стороны Троицка, май 2011

## География
Расположено в южной части района в 4 км к северо-западу от Троицка.
Село находится на левом берегу Увельки в месте, где в неё впадает речка Солодянка. Рельеф — равнина.

## История и топонимика
В необходимости заселения Оренбургского края и укрепления юго-восточных рубежей Российского государства обратил внимание Пётр I.
Урал, где создавалась крупнейшая металлургическая база России, требовалось надёжно прикрыть от возможных проникновений кочевников, проявлявших враждебность к усиливающимся колонизационному потоку русских людей.
Однако внешние отношения России с другими государствами Средней Азии и кочевыми народами, населявшими приграничные степи, складывались крайне напряжённо. Неприязнь к русским именно подогревались феодальной знатью Хивы, Бухары и Коканда, боявшиеся продвижения России в степь, а также Английскими эмиссарами, видевшими в русских могущественного соперника и конкурента на Востоке.
Вопрос о необходимости пересмотра линии границы с Киргиз-Кайсацкой степью поднимался неоднократно и положение изменилось только в период управления краем военными губернаторами П. П. Сухтеленом, В. А. Перовским и В. А. Обручевым, когда эта идея стала приобретать реальные очертания и в конечном итоге, была осуществлена.
Проведение пограничной линии напрямую от Орской крепости до г. Троицка значительно сокращало протяжённость, что, в свою очередь, требовало гораздо меньших затрат для её охраны и содержания.
12 декабря 1840 г. было обнародовано новое «Положение об Оренбургском казачьем войске».
Согласно «Положения» были составлены «Правила о переселении белопахотных солдат и солдатских малолетков на земли Оренбургского казачьего войска, 28.02.1843 г.»
По Правилам, к переселению белопахотных солдат и солдатских малолетков по их желанию из Мензелинского уезда были готовы — 2070 душ.
Сборное место выбрано в деревне Байсарово Мензелинского уезда, далее равномерно из г. Мензелинск через г. Златоуст в станицу Кундравинскую, для водворения в станицы Челябинского и Троицкого уездов, выбывших крестьян не пожелавших поступать в Казачье войско.
Срок первого переселения белопахотных солдат и малолетков назначен 24 мая 1843 г., по окончанию посева хлеба на прежних жительствах. Переселенцы обязаны до февраля 1844 г., окончательно прибыть на новые места до наступления ярового посева.
Переселенцы отправляются от каждого малолюдного семейства по одному, а от больших семейств по два работника, в те места, которые будут назначены им под поселение. Работники при себе должны иметь непременно нужный инструмент для вспашки, рубки леса и построения домов, проведения общественной запашки для нужд войска, а также на 3 или 4 месяца продовольствия в сухарях, муки.
Каждому семейству на посев 1844 году полагалось: Пшеницы — 4 пуда; Ржи — 4 пуда; Ярицы — 2 пуда; Ячменя — 1 пуд, 20 фунтов; Горох — 30 фунтов; Просы — 10 фунтов. Дополнительно выдаётся на каждое семейство по одному пуду картофеля и некоторое количество капустных семян.
Белопахотные солдаты и малолетки, выданный на посев и на прокормление хлеб возвращают Войску натурою от будущих урожаев (или деньгами, смотря как выгоднее будет для самих переселенцев), с рассрочкою уплаты долга по равным частям в продолжение четырех или пяти лет.
По совершённом окончании переселения солдат и малолетков на казачьи земли, предоставляется им льгота от службы и других общественных обязанностей, в том числе и денежных земских повинностей — на 3 года, считая начало льготы с 1 января 1845 по 1 января 1848 гг.
По удобности мест и поземельных угодий и об избранном им места для основания Троицкой станицы к заселению из числа назначенных людей — 250 душ, по правую сторону речки Увельки в 1 версте 39 саженях от г. Троицка.
Вследствии чего, войсковым правлением определено, разрешить основание станицы на выбранном месте близ г. Троицка, в двух верстного градского выгона, если это место по удобности оказывается полезным и даже необходимым занять для новых поселенцев. Но в случаях имеющихся других около г. Троицка мест с одинаковыми удобствами, стараться избегать основания станицы в черте назначенного городского выгона, потому, что взамен занятого новой станицей пространство земли необходимо будет наделить городских жителей таким же количеством угодий из войсковых земель, от чего, со стороны их, могут возникнуть требования.
Так, Троицкая станица расположилась в 4-х верстах от г. Троицка, её количество составило — 230 душ отставных солдат и их детей из села Александровская слобода Заинской волости Мензелинского уезда Оренбургской губернии, а 20 марта 1845 г. генерал Обручев предписал поселение на реке Увелька — назвать Клястицы.
С 1875 года появились переселенцы — крестьяне, которые брали в аренду земельные участки и строили временные хутора или заимки. Так появились Монаковская, Баженовская, Тамбовская, Рязанская, Самарская, Воронежская земля — по названиям той местности, откуда прибыли переселенцы, или по их фамилиям.
Для решения разных вопросов казаки собирались на сход, куда не допускались женщины и приезжие жители — разночинцы, последние не имели право получать земельные наделы. Позднее Клястицк становился местом сбора казачества перед отправкой на службу. Сюда съезжались казаки из Кунуравы, Миасса, Казкаря, Ключевки, Санарки, Кособродки и других мест. Здесь же казачье начальство проверяло готовность каждого казака к службе.
Для обучения военному мастерству в станице был выстроен манеж — огромное кирпичное здание, расположенное на территории нынешней школы.
Ни медпункта, ни клуба в поселке долго не было, лечением больше всего занимались знахари, а в исключительных случаях больных отправляли в город.
Молодежь проводила свободное время на улицах, а в зимние время, по договоренности с хозяевами, на частных квартирах.
В 1869 году был сильный падёж скота; через 10 лет в 1879 году, на Вознесение был сильный пожар, когда в селе сгорело 32 двора, тогда же был не урожай хлеба; в 1883 году подорвал благосостояние сильный недород и падёж скота; в 1891 году — голод и неурожай по всей Оренбургской губернии с нашествием саранчи, но в последние годы (1892, 1893) пришла помощь от государства, когда бедняки получали по 1 пуду в месяц на душу.
Так, в 1872 году из родившихся и крещенных 124 детей до года умерли 37 детей, почти 1/3. При эпидемии оспы в 1875 году на 157 крещений умерли 117 человек, в том числе детей до 5 лет — 91. В 1893 году прошла эпидемия тифа, хотя даже при эпидемиях и голоде смертность никогда не превышала рождаемость. Так в 1891 год на 124 рождения приходилось 90 случаев смерти.
После изгнания из Троицка чехов в августе 1918 года, в станице окончательно утверждается советская власть. Единовременным органом власти на селе стал Совет, разместившийся в доме священника, где в настоящее время находится здание медпункта.
В 1927 году была создана Клястицкая артель по совместной обработке земли. Осенью этого же года артель засеяла 17 десятин озимой ржи. Весной 1928 года посевная площадь увеличивается. Артель уже засевает 37 десятин яровой пшеницы, 20 десятин овса, 30 десятин подсолнечника.
В начале 1929 года около тридцати бедняцких дворов станицы, обобществив своё имущество, объединились в сельхозартель, назвав её «Батрачка», (с конца 1929 года — «Красный казак»).

### Коллективизация
В Клястицком сельсовете существовало 25 хуторов (Алдабашевский, Доможирова, Белая Глинка, Ярдам, Рассулия, Ляпина, Першино).
С началом коллективизации (а местами во времена первых коммун) названия стали заменяться на более революционные, патриотические, а порой просто экзотические, например: к Свету, Рабочая Пчела, Красный Восток, Радио, Искра, Радуга.
В колхоз «Красный казак» вошло 96 хозяйств. Из общественных лошадей и плугов разных систем создали шорную и кузнечную мастерские, где ремонтировали не только свой, колхозный инвентарь, но и помогали единоличникам.
Позиции колхоза окрепли благодаря богатому урожаю 1930 года. Большую помощь колхозу оказывало государство. «Красный казак» получил 548 гектаров земли, кредиты на машинное снабжение, семена, корма, инвентарь, 12 тракторов, оснащенных различными прицепными орудиями. В Клястицкое и окрестные села прибыли механизаторы, посланцы совхоза «Гигант» Краснодарского края.
С приездом коммуниста Рябова началась организация партийной и комсомольской ячеек. Первыми коммунистами на селе были Куровский В. А., Хахалин А., Юрченко С. (1930 г). Обобществили 148 коров, 86 лошадей, 27 плугов. Для нужд школы колхозники засевают 8 гектаров, для детских яслей 2 гектара.
В декабре 1935 года колхоз получил государственный акт на вечное пользование 6353 гектарами земли.

### Великая Отечественная война
В первый день войны был проведен митинг, который проводили председатель сельского совета Константинов Н. А., председатель колхоза Сашенков. Сразу же была проведена мобилизация. Первыми были призваны в армию Наумов М. В., Макаров Г. И. Вскоре же был взят вместе с трактором Макаров И. С. и многие другие. Из колхоза была взята машина (полуторка), более 30 лошадей. В ходе нескольких мобилизаций в ряды Советской армии было призвано более 130 человек.
Посевные площади сократились до 1,5 — 2 тысяч га. Намного уменьшилось поголовье скота.
В колхозе всего была одна молочно-товарная ферма на Тумаково (70-90 дойных коров).
Помимо колхозной работы колхозники занимались различными перевозками грузов, работали на лесозаготовках и на железной дороге. Жители поселка принимали самое активное участие в организации посылок, подарков для фронтовиков.
В 1943 году в поселок прибыло 15 фронтовиков для выздоровления и отдыха.
Всего на фронтах Великой Отечественной войны погибло 74 жителя Клястицкого, многие получили ранения. За героизм и мужество в борьбе с врагом около 50 человек награждены орденами и медалями Советского Союза.
В числе участников в Великой Отечественной войне были и женщины Клястицкого: Панфилова К. А., Иванова О. Г., Иванова М. В.
За доблестный труд в период Великой Отечественной войны часть жителей села удостоены правительственных наград: Баскина Е. К., Сергеева М. Ф., Мантурова Е. Ф., Мантурова А. П., Иванова К. В., Унженов П. А., Петрачков А. С. и другие.

### Послевоенные годы
3 февраля 1951 года произошло объединение колхозов «Красный казак» и имени VII съезда. Новая сельхозартель принимает название колхоза имени Буденного. В 1951 году урожай впервые превысил довоенный уровень.
Большим событием села явилось открытие в июне 1951 года семилетней школы. В 1955−1957 годах закладывается колхозный сад.
В эти и последующие годы ведется бурное строительство домов в поселке. За это время построено 150 новых домов, а всего 210−215 домов.
В 1955 году колхоз им. Буденного был участником Всесоюзной сельскохозяйственной выставки.
В 1958 году расширяется помещение Клястицкой семилетней школы. В этом же году село получает прекрасный клуб на 220 мест.
Крупнейшим событием 1958 года для села явилось приобретение собственной сельхозтехники. Именно с этого времени в колхозе начинается бурное строительство. В 1959 году была построена машинно-тракторная мастерская, животноводческие помещения, зерносклады и многое другое.

## Церковь Рождества Христова

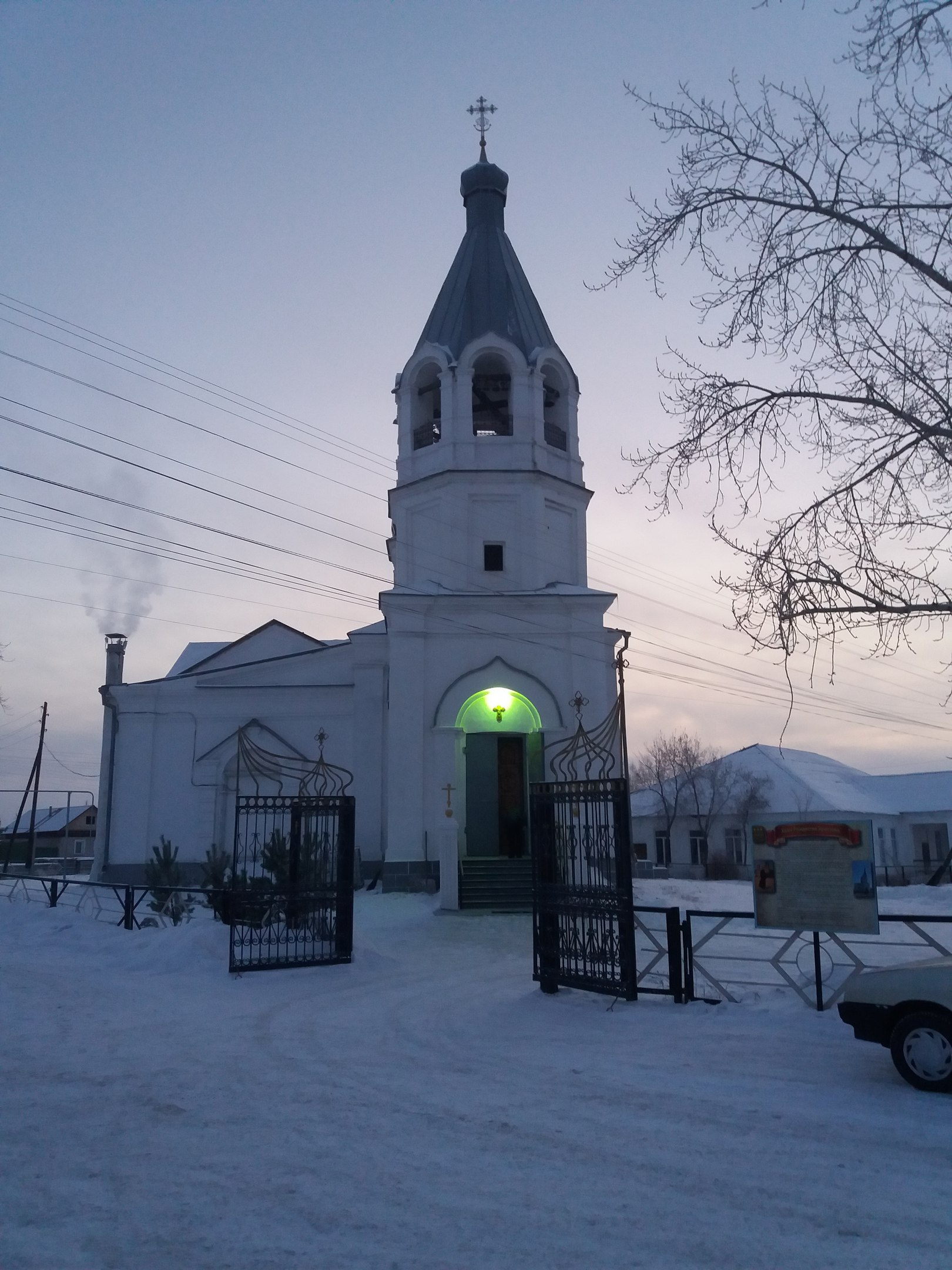
Церковь села Клястицкое

В 1865 году была заложена, а достроена и освящена в 1870 церковь Рождества Христова. Но в сентябре этого же года она была закрыта, так как в куполе образовалась трещина. 14 октября 1871 года, в Покров Пресвятой Богородицы, была «распечатана». Первым священником в храме был Гавриил Васильевич Волков, прослуживший в этой церкви 13 лет. Приход церкви к началу XX века состоял из 335 дворов, церковь посещали 2149 человек. В приходе было две школы казачьего ведомства — для мальчиков и для девочек. При церкви была и небольшая библиотека (80 наименований).
В 1930-х годах храм был закрыт, некоторое время использовался как зернохранилище и склад, позднее был заброшен и постепенно разрушался.
В мае 2000 года начались восстановительные работы, которые продолжались несколько лет.
В настоящее время церковь Рождества Христова является единственным в районе действующим храмом.

## Население
| 2002 | 2010  |
| ---- | ----- |
| 1216 | ↗1245 |

## Экономика
Есть животноводческое хозяйство. Местные жители работают в Троицке.

## Образование
МКОУ Клястицкая СОШ, МОУ ДОД «ДЮСШ».

## Транспорт
В село ходит городской автобус из Троицка, также ходит маршрутное такси (автобус ПАЗ). В 5 км к востоку от села находится железнодорожная станция Троицк.